# Ретрокомп'ютинг
Ретрокомпьютінг (англ. Retrocomputing) — термін, який використовується для опису роботи із застарілими, що вийшли з ужитку, комп'ютерними системами й програмами для них. Захоплення, хобі, спосіб розважитися для багатьох ентузіастів, які збирають і використовують цікаві ретро-комп'ютери й програми. Крім того, ретрокомпьютінгом займаються з ностальгії за минулим часом.
Наслідком бурхливого розвитку комп'ютерів стало те, що комп'ютерні пристрої досить швидко старіли. Ретрокомпьютінг є способом зберегти історію обчислювальної техніки для майбутніх поколінь.
Ретрокомпьютінг має в собі низку напрямків:
- історичні
- апаратні
- програмні
- ретрогеймінг.

## Історичні напрямки

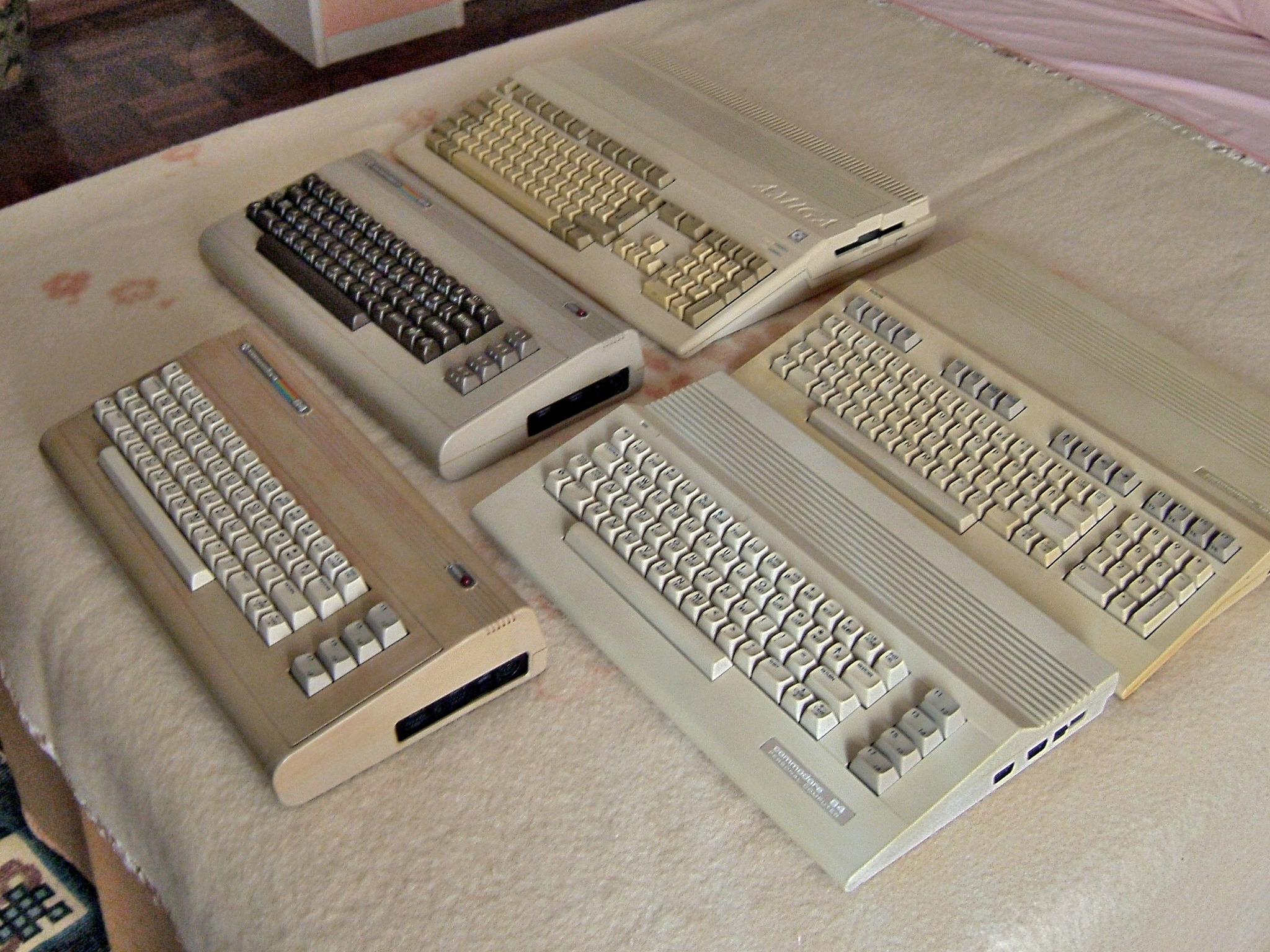

Багато людей колекціонують застарілі («вінтажні»), раритетні або незвичайні комп'ютерні системи — такі як калькулятори, домашні комп'ютери, ігрові приставки та ігрові автомати; іноді такі колекції стають частиною експозиції великих музеїв. Створюються і розвиваються приватні й громадські комп'ютерні музеї — наприклад, такі як Музей комп'ютерної історії в Маунтін-В'ю, Каліфорнія.
Колекціонують також програми й дані для застарілих систем. При цьому часто виникають задачі переносу даних на сучасні носії та конвертація в сучасні формати, збереження цих даних і каталогізації. Швидка еволюція систем зберігання даних і носіїв інформації призводить до того, що для даних на застарілих носіях, з часом, стає все складніше знайти сучасний пристрій, що зчитує.
Пошук, збереження та впорядкування інформації про застарілі системи. До такої інформації відносяться опис, проєктна та експлуатаційна документація, схеми, історичні документи. Існує ряд сайтів, присвячених обчислювальній техніці в цілому, або окремих родин пристроїв. Деякі з таких сайтів надають функціональність вики, дозволяючи вносити й уточнювати інформацію силами самих користувачів. Також важливим є збереження і доповнення знань про використання застарілих систем і програм.
Дослідження в області комп'ютерної історії — свого роду «експериментальна археологія» в області комп'ютерів. Найбільш відомі приклади — реконструкція різницевих машини Чарльза Беббіджа і реалізація мови Планкалкюль у 2000 році (через півстоліття після його винаходу).

## Апаратні напрямки
Відновлення та реконструкція застарілих систем, підтримка їх в працездатному стані. Труднощами тут є те, що багато необхідні для ремонту або експлуатації компоненти вже давно не виробляються.

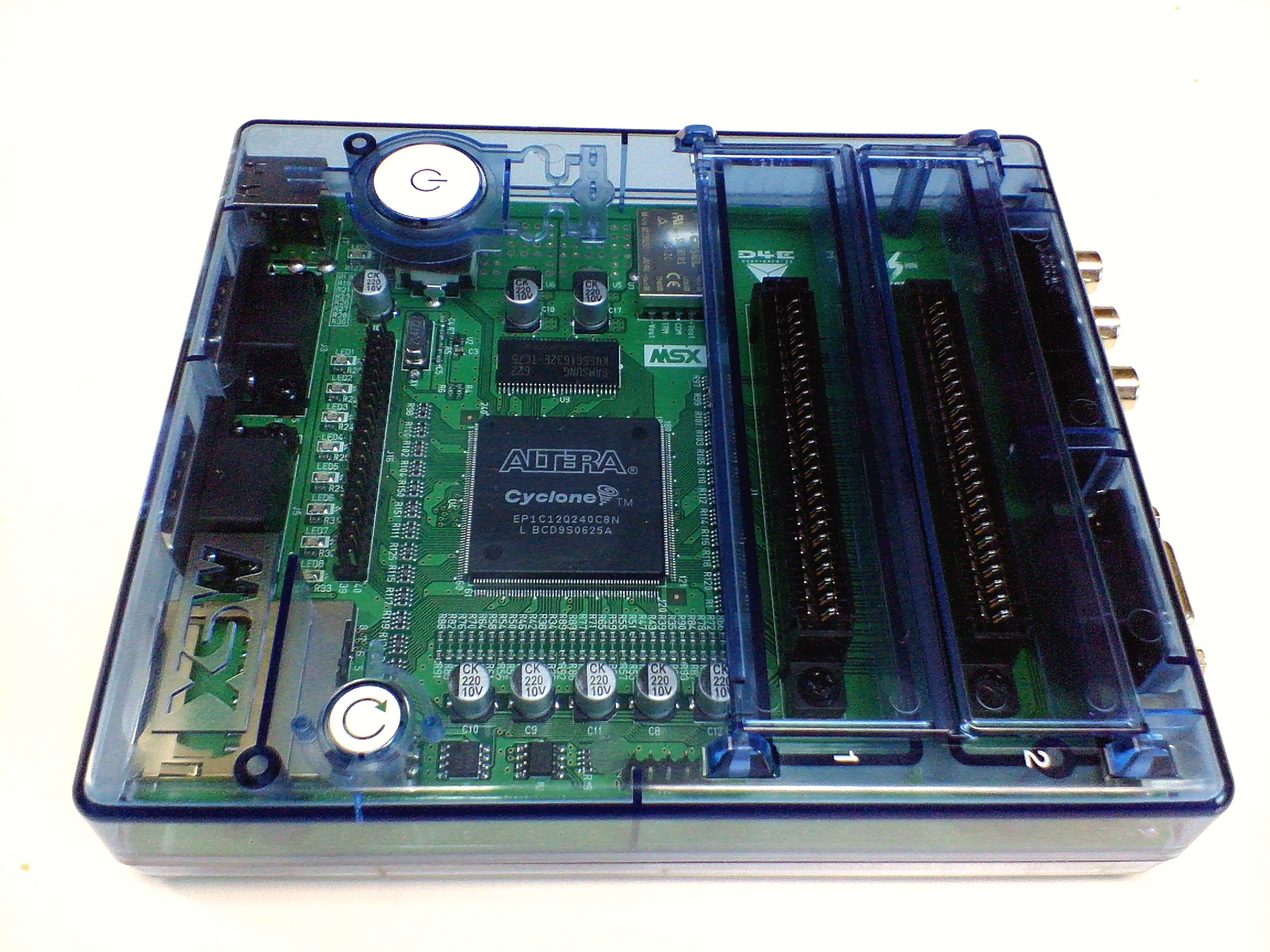

Моддінг застарілих систем. Наприклад, переробка домашнього комп'ютера 1980-х в портативний лептоп  або оформлення ретро-приставки в стилі «стімпанк».
Повторення старих систем на сучасній елементній базі (див. En: Home computer remake). Наприклад, Replica 1 повторює комп'ютер Apple I у вигляді плати з усього однієї мікросхемою. Подібним чином One Chip MSX повторює комп'ютер стандарту MSX 2. Поява ряду досить дешевих ПЛІС послужило поштовхом до створення цілого ряду таких пристроїв.
Створення власних аматорських (англ. Homebrew) комп'ютерних систем «в стилі 1980-х» і / або на застарілій елементній базі.

## Програмні напрямки
Існують і розвиваються емулятори застарілих систем. Зокрема, це дозволяє грати в ігри для старих ігрових приставок і домашніх комп'ютерів на сучасних персональних комп'ютерах, кишенькових комп'ютерах і смартфонах. В процесі написання емулятора часто виявляються неточності наявної документації та її неповнота, яку доводиться заповнювати шляхом експериментів з «живою» системою. Емулятори дозволяють отримати досвід використання, відчути «атмосферу», притаманну емульованій системі, а також є засобом збереження в робочому стані програмного забезпечення, призначеного для емульованого пристрою.
- MAME — емулятор безлічі ігрових систем, аркадних ігрових автоматів, домашніх комп'ютерів і ігрових приставок
- SIMH — мультисистемний емулятор

Можливо також і написання програмного забезпечення для застарілих систем. Зазвичай при цьому використовуються крос-компілятори та інші крос-інструменти, а також емулятори — для тестування і налагодження програм.
Ромхакінг дозволяє виправити помилки, змінити вбудовані шрифти, додати в старі ігри нові можливості (наприклад, додаткові рівні). Любительський переклад і, зокрема, русифікація, старих комп'ютерних та консольних ігор робить їх доступними для більш широкої аудиторії.
Ентузіасти продовжують створювати аматорські (homebrew) гри, в тому числі портіруя гри з інших платформ і створюючи рімейки. Організовуються конкурси розробників таких ігор.
Існують операційні системи для застарілих систем, написані в недавні часи, зокрема, ОС Wheels. Створюються UNIX-сумісні варіанти ОС для домашніх комп'ютерів. Наприклад, для радянського комп'ютера БК у 2006 році була створена BKUNIX. У вересні 2016 року, до 30-річчя випуску Apple IIGS, Джон Брукс випустив суттєве оновлення операційної системи для цього комп'ютера — ProDOS версії 2.4.
Портирування ігор з застарілих систем на сучасні ігрові системи й комп'ютери. Крім прямого портирування, зі збереженням повністю ідентичною картинки й геймплея, деякі порти виконуються з метою поліпшити саму гру — наприклад, «розфарбувати» чорно-білі або обмежені за кольорами спрайт і текстури, або повторити сценарій і обстановку старої гри на новому движку; в цьому випадку зазвичай говорять про рімейку гри.
І в цей час є музиканти, які створюють електронну музику, використовуючи можливості побутових комп'ютерів 1980-х — см. Трекерна музика і чіптюн.

## Ретрогеймінг
Ретрогеймінг (англ. Retrogaming), так само олдгеймінг (англ. Oldgaming) — ще один напрямок в рамках ретрокомпьютінга — захоплення іграми, створеними для застарілих комп'ютерних систем. Зазвичай ці системи — ігрові приставки, домашні комп'ютери й аркадні ігрові автомати. Гравців, захоплених ретрогеймінгом, називають ретрогеймерамі. Гра відбувається або на оригінальному обладнанні, або на сучасному — за допомогою емуляції або з використанням портирування версій оригінальних ігор. Ігри 1980-х часто асоціюються з якимись конкретними авторами, і часто ретрогеймери орієнтуються у виборі ігор саме на конкретного розробника гри.

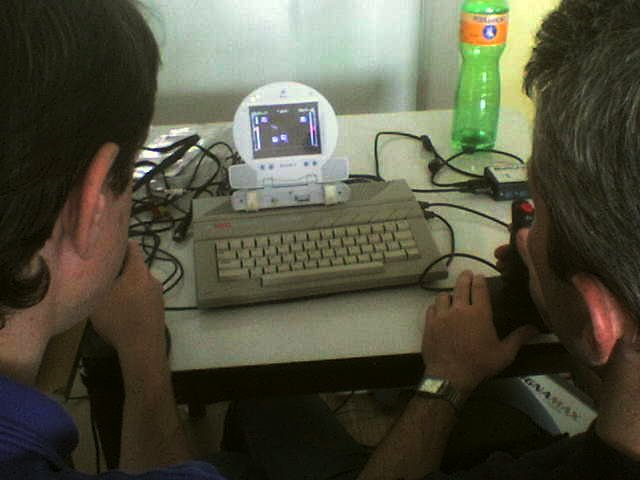

Субкультура ретрогеймінга також зачіпає музику старих ігор. Під час їх створення, як правило, можливості з відтворення готових композицій були обмежені, тому мелодії синтезувалися безпосередньо під час гри; написання музики для ігор в той час мало в себе не тільки твір, а й програмування.
Для сучасних ігрових приставок випускаються збірники старих ігор — портірованних, або з вбудованим емулятором. Такі збірники зазвичай мають в собі ігри від одного видавця; зокрема, існують збірники з іграми від Sega, Taito, Midway, Capcom і Namco (Midway Arcade Treasures, Capcom Classics Collection, Namco Museum і ін.). Кожен збірник містить 10-30 ігор; деякі з таких збірок містять і оригінальні ігри, і сучасні рімейки. Творці сучасних консолей надають можливість покупки ретро-ігор через сервіси цифрової дистрибуції, такі як Virtual Console, Xbox Live Arcade і PlayStation Store.

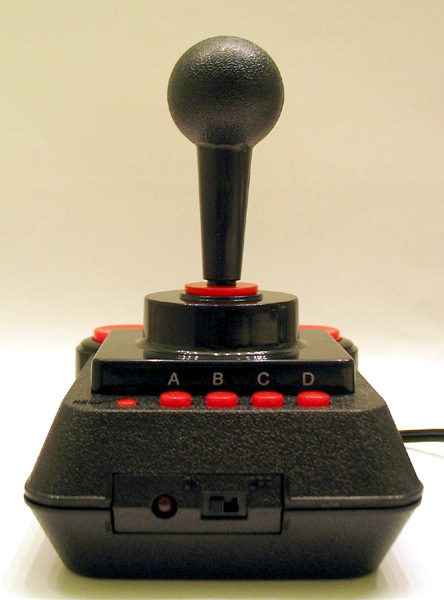

Система класу «plug-and-play» (підключи й грай) — така як C64 Direct-to-TV і Atari Flashback — складається зазвичай з невеликого пристрою, що повторює або емулює застарілу систему, і має в собі кілька (10-30) ігор, не допускаючи розширення. В кінці 2007 року було випущено портативний пристрій Sega Mega Drive Handheld, що містить фіксований набір з 20 ігор.
Популярність ретрогеймінга призводить до того, що іноді сучасні, розроблені з нуля гри, оформляють в ретро-стилі, в спробах надати грі чарівність ігор 1980-х (наприклад, Cave Story, La-Mulana, Mega Man 9, Retro Game Challenge, VVVVVV).

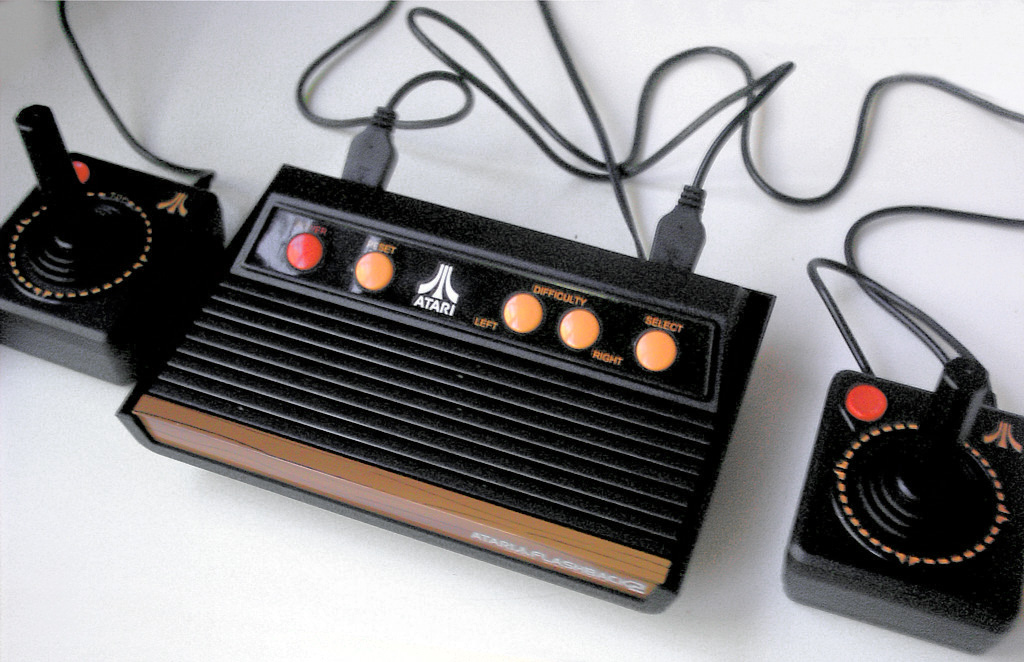

## Події
Ретрокомпьютінгу присвячуються виставки, презентації, конкурси та фестивалі. Деякі з них, що проводяться щорічно:
- У США: в Каліфорнії проводиться Vintage Computer Festival (VCF)[17] ; в Огайо — The Classic Computing and Gaming Show[18], проводиться в кінці травня в Клівленді; кожного липня в Канзасі проходить KansasFest (англ.), присвячений Apple II.
- У Великій Британії — Retrovision
- У Німеччині — Vintage Computer Festival Europe (VCFe)
- У Росії — щорічний фестиваль демосцени Chaos Constructions, важлива частина якого — виставка застарілих і незвичайних комп'ютерних пристроїв. Традиційно в програму фестивалю входять конкурси AY-музики для ZX Spectrum, створення демо й інтро. Так само існують менш відомі регулярні заходи — фестиваль ретрокомпьютерів ArtField і московський даунгрейд-фест ASWDF

## Публікації
Існує кілька паперових журналів на тему ретрокомпьютінга, таких як Retro Gamer  (Велика Британія, видається з 2004 року) і Retro (Німеччина).
Британський інтернет-магазин Console Passion Retro Games спеціалізується виключно на ретро-іграх. Магазин також випускає журнал Retro Fusion і спонсорує випуск CD-журналу Retro Survival.